# Lignerolles (Côte-d'Or)
 Lignerolles  es una población y comuna francesa, en la Región de Borgoña-Franco Condado, departamento de Côte-d'Or, en el distrito de Montbard y cantón de Châtillon-sur-Seine.

## Demografía
| Gráfica de evolución demográfica de Lignerolles entre 2004 y 2019 |
|                                                                   |

Fuentes: INSEE.